# Ian Winterbottom, Baron Winterbottom
Ian Winterbottom, Baron Winterbottom (* 6. April 1913; † 4. Juli 1992) war ein britischer Politiker der Labour Party.
Er wurde 1950 bei den allgemeinen Wahlen des Vereinigten Königreichs als Mitglied des House of Commons (HoC) für Nottingham Central gewählt, ein Wahlkreis, den das Labour-Party-Mitglied Geoffrey de Freitas (MP) für den vielversprechenden Parlamentssitz aus Lincoln aufgegeben hatte.
Ian Winterbottom behielt seinen Parlamentssitz bei den 1951 stattgefundenen allgemeinen Wahlen mit einer Mehrheit von nur 139 Stimmen, verlor ihn aber bei der Wahl im Jahre 1955 an den konservativen Kandidaten John Cordeaux. Winterbottom trat 1959 erneut zu den allgemeinen Wahlen in Nottingham Central an, jedoch siegte wiederum Cordeaux, der seinen Sitz mit einer noch breiteren Mehrheit hielt.
Ian Winterbottom trat nicht wieder bei den Wahlen 1964 an, als die Labour-Regierung unter Harold Wilson wieder an die Regierung kam. Er wurde jedoch im Jahr 1965 als Baron Winterbottom, of Clopton in the County of Northampton, zum Peer auf Lebenszeit ernannt. Nach dem Labour-Sieg im Jahre 1966 trat er in die Labour-Regierung ein, in der er als Unter-Staatssekretär für die Marine (Royal Navy) bis 1967, als Parlamentarischer Staatssekretär im Ministerium für öffentliche Gebäude und Werke von 1967 bis 1968 und schließlich als Unter-Staatssekretär für die Luftwaffe (Royal Air Force) von 1968 bis zur Niederlage der Labour-Regierung im Jahre 1970 tätig war. 
Er verstarb im Jahre 1992 im Alter von 79 Jahren.